# Endymion (Simmons)
Der Sammelband Endymion besteht aus den beiden Romanen Endymion – Pforten der Zeit (englischer Originaltitel: Endymion; 1995) und Endymion – Die Auferstehung (englischer Originaltitel: The Rise of Endymion; 1997) von Dan Simmons. Sie sind die Fortsetzung der Hyperion-Gesänge. Innerhalb der Science-Fiction-Literatur ordnet man Endymion dem Genre der Space Opera zu. Die deutsche Erstveröffentlichung in Einzelbänden erschien 1997 und 1999 im Goldmann Verlag. Als Sammelband erschienen die beiden Romane erstmals 2003 bei Blanvalet sowie als Neuauflage 2014 bei Heyne.

## Themen
Endymion beschäftigt sich auf seinen 1327 Seiten hauptsächlich mit dem schwierigen Verhältnis zwischen institutionalisierter Religion, politischer Macht und persönlichem Glauben. In einer Gesellschaft, in der alle Lebensverhältnisse durchdrungen sind von einer Religiosität, die auf der unwiderstehlichen Versuchung eines wahrhaftigen Unsterblichkeitsversprechens basiert, ist die persönliche Freiheit nicht nur bedroht, sie existiert faktisch nicht. Moral und Überzeugungen der „Auferstehungschristen“, die aber durch jede beliebige religiöse Vorstellung ersetzbar sind, dominieren die Denk- und Handlungsmöglichkeiten der Gesellschaft genauso wie die des Einzelnen. Nebenbei werden Themen wie Architektur, Ethik, Moral, künstliche Intelligenz, und Ökologie thematisiert.
Analog zum christlichen Gottessohnopfer des Neuen Testaments bildet die Opferung einer Tochter – möglicherweise göttlicher Natur – im Endymion-Zyklus die Spannungsspitze. Nicht ganz so prominent wie das Leben des englischen Dichters John Keats in Hyperion, wird in Endymion Leben und Schaffen des Architekten Frank Lloyd Wright gewürdigt.

## Handlung
Endymion spielt ein gutes Vierteljahrtausend nach „Dem Fall“, der die damals herrschende Hegemonie vernichtete und den alles verbindenden Techno-Core ausschaltete – so glauben es zumindest die Menschen. Inzwischen gibt es wieder interstellaren Handel zwischen vielen hunderten Welten, die von den sogenannten Auferstehungschristen und ihrem militärischen Arm, dem Pax, kontrolliert werden. Ihre Herrschaft ist dabei weniger militärischer als physiologischer Natur. Dem Tauschangebot – tatsächliche Auferstehung des Körpers für absoluten Gehorsam der neuen katholischen Kirche gegenüber – kann kaum jemand widerstehen. Die einzige ernst zu nehmende Opposition bilden nach wie vor die Ousters, die sich aber wegen brutaler Vernichtungsfeldzüge in der Defensive befinden und sich außerhalb des Pax-Gebietes bewegen. Regiert wird diese Theokratie vom Neuen Vatikan aus, der auf dem Planeten Pacem residiert. Lenar Hoyt alias Papst Julius steht seit 250 Jahren an der Spitze dieses Macht-Konstrukts. Hoyt war erster Träger der neuen, modifizierten Kruziform – jenes KI-Parasiten, der eine vollständige Auferstehung ermöglicht.
Erzählt werden beide Endymion-Bände aus der Perspektive von Raul Endymion, der sie als Erinnerungen niederschreibt, während er in einem High-Tech-Exekutionsgefängnis auf seine Hinrichtung wartet. Pforten der Zeit, der erste Band, erzählt die Geschichte des zwölfjährigen Mädchens Aenea und ihrer Suche nach Frank Lloyd Wright, dem Architekten, bei dem sie lernen möchte.
Endymion – Pforten der Zeit – Vor 264 Jahren verschwand Aenea, die Tochter von Brawne Lamia und Johnny, der KI-Rekonstruktion des Dichters John Keats im Zeitgrab Sphinx auf Hyperion. Nun soll sie zurückkehren und diese Rückkehr ist für verschiedene Interessengruppen ein existentielles Ereignis. Der Pax möchte ihrer genauso habhaft werden wie Martin Silenus, der inzwischen sehr gealterte Dichter aus Hyperion. Der Pax schickt 30.000 Soldaten, darunter 5.000 Schweizergardisten zu den Gräbern, der Dichter den Touristenführer Raul Endymion. Die Rückkehr des Mädchens wird für den Pax zum militärischen Desaster. Das Shrike, eine zeitmanipulierende Kampfmaschine aus der Zukunft, begleitet Aenea und ermordet dabei die Truppen nach ihrer Ankunft. Währenddessen flieht Raul, der Gesandte des Dichters, mit Aenea auf die Welten der ehemaligen Hegemonie. Sie ist in der Lage, die seit Dem Fall deaktivierten Farcaster zu nutzen. Auf einem selbst gebauten Floß folgen die Flüchtenden dem Verlauf des Thetys, ein Fluss, der einst hunderte Welten verbunden hat. Auf jeder Welt, die sie erreichen, warten neue Herausforderungen auf sie. Ihre Verfolger müssen derweil jede Welt anfliegen und nach Spuren der Zielpersonen suchen. Auf Gods Grove kommt es dabei zum Showdown. Radamanth Nemes, eine vom Techno-Core erschaffene modernisierte Variante des Shrike, ist in die Verfolger-Gruppe von Pater Captain de Soya eingeschleust worden. War de Soyas Auftrag noch, das Mädchen in den Vatikan zu schaffen, soll Nemes sie einfach schnellstmöglich töten. Obwohl das Shrike Aenea zur Hilfe kommt, gelingt es der Nemes-Kreatur fast, ihren Auftrag auszuführen. Pater Captain de Soya, der Nemes von Anfang an misstraut hat, rettet schließlich Aenea und hält Nemes auf. Die Flüchtlinge können durch den letzten Farcasterbogen fliehen und landen auf der Alten Erde.
Endymion – die Auferstehung erzählt, weiter aus der Perspektive Rauls, die Geschichte von Aeneas Ausbildung beim Architekten Frank Lloyd Wright. Der erste Band endete in Wrights berühmten Gebirgsbungalow „Fallingwaters“, in dem Aenea erkennt, dass sie am Ziel ihrer Suche angekommen ist. In den nächsten vier Jahren entwickelt sich Aenea, unter Lloyd Wrights mehr oder weniger brüsken Anleitung, zur ernst zu nehmenden Architektin. Dann stirbt die Cybrid-Rekonstruktion des alten Lehrers und die Studiengruppe löst sich auf.
Aenea schickt Raul alleine zurück auf den Thetysfluss, um das inzwischen reparierte Raumschiff des Konsul zu suchen. Sie selbst verlässt die Erde als Letzte und realisiert auf verschiedenen Welten unterschiedliche Bauaufträge als Architektin. Außerdem tut sie nun das, wofür sie von der Kurie gefürchtet wird, sie ist Die, die lehrt, und ihre Lehre ist den Absichten der Kirche völlig entgegengesetzt. Vor allem die Auferstehung durch den Kruziform-Parasiten wird von ihr grundsätzlich abgelehnt. Zum Ende ihrer Belehrungen, die nie den Charakter von Gottesdiensten annehmen, folgt ein schockierender, wie eine Parodie der christlichen Messe anmutender Akt; – sie teilt mit denen, die Willens sind, ihr Blut.
Dieses symbolische Selbstopfer, ist immer mit der Warnung verbunden, dass wer ihr auf diesem Weg folgt, niemals mehr die Kruziform tragen kann und sollte er sie bereits tragen, sie verlieren würde. Tausende gehen diesen Schritt und jeder, der ihn getan hat, kann in Zukunft selbst sein Blut teilen und andere von der Kruziform erlösen. Dabei wird langsam ersichtlich, weshalb die Kirche Aenea fürchtet.
Während Aenea baut und lehrt, sucht Raul in einem Einer-Kajak den Fluss Thetys nach dem Schiff ab. Dabei muss er außergewöhnliche Erfahrungen durchstehen. Vom Überleben einer schweren Krankheit bis zum Sturz in die Atmosphäre eines Gasriesen wird ihm die Suche nicht leicht gemacht. Als er das Schiff schließlich entdeckt, bzw. das Schiff ihn, hat er mehrere gebrochene Gliedmaßen und ist dem Tode näher als dem Leben. Zum Glück funktioniert der Autodoc an Bord. Der von Aenea angegebene Treffpunkt ist der Planet T´ien Shan, übersetzt „Berge des Himmels“. Der Flug dorthin kostet Raul eine fünfjährige Zeitschuld. Bei seiner Ankunft ist Aenea somit 21 Jahre alt und begegnet ihm als junge Frau. Die beiden beginnen eine romantische Liebesbeziehung.
Zunächst aber müssen sie sich vor den päpstlichen Verfolgern in Sicherheit bringen. Nemes, die nichtmenschliche Kreatur des Techno-Core aus dem ersten Band, wurde durch den Angriff von Pater Captain de Soya nicht getötet, sondern in ein Lavagefängnis eingeschlossen. Vier Jahre später befreien ihre „Geschwister“ Nemes und nun heftet sich das Trio an die Fersen Aeneas. Auf T´ien Shan kommt es zur endgültigen Begegnung. Die neue Fähigkeit Aeneas, ohne Farcasterportale zu casten, ermöglichen dem Schiff ein Entkommen aus der Falle, welche die Pax-Flotte auf T´ien Shan gestellt hat. Aenea, Raul, A. Bettik und etliche andere flüchten auf eine gigantische, aus Bäumen bestehende, Dyson-Sphäre der Ousters. Um den Angriff des Pax auf dieses Konstrukt zu verhindern, kündigt Aenea dem Papst ihren persönlichen Besuch auf Pacem an. Sie spekuliert darauf, dass der Pax daraufhin seine gesamte Flotte ins Pacem-System verlegen wird, und sie hat recht. Ungeachtet der gefährlichen Gegner gelangen Raul und Aenea auf die Oberfläche von Pacem. Es gelingt ihnen sogar in den Vatikan vorzudringen und dem Papst zu begegnen. Schließlich aber werden sie überwältigt und gefangen genommen. Aenea stirbt während der Folter durch die Inquisition den Opfertod, allerdings nicht ohne zuvor offenbart zu haben, wo sich der Techno-Core inzwischen physisch verborgen hält. Raul wird in das Schrödinger-Gefängnis, in der Umlaufbahn um den Planeten Armaghast, gesperrt. Er schreibt dabei die beiden Bücher von Endymion.
Das Ende Aeneas, vor allem aber ihre Offenbarungen über den Techno-Core, haben zum Zerfall der päpstlichen Theokratie geführt. Als Raul sich schließlich aus dem Gefängnis befreit, ist von der Auferstehungskirche nichts mehr übrig. Nachdem er den letzten Auftrag von Martin Silenus erfüllt hat (die Erde an ihren ursprünglichen Ort zurückbringen und den alten Dichter dort bestatten) widmet Raul den Rest seines Lebens der Erziehung des gemeinsamen Kindes.

## Figuren
Die Hauptfiguren sind die Lehrende, ihre beiden Begleiter und ihr wichtigster Verfolger.
- Aenea, die Tochter der Privatdetektivin Brawne Lamia und dem Cybriden Johnny, einer KI-Persönlichkeitsrekonstruktion des Dichters John Keats.
- Raul Endymion, laut Selbstbeschreibung: Schafhirte, Landschaftskünstlerlehrling, Barkeeper und Entenjäger
- A. Bettik, ein Androide, jahrelang der Diener von Martin Silenus und der getarnte Abgesandte mächtiger, extraterrestrischer Intelligenzen.
- Pater Captain de Soya, Offizier des Pax

Weitere wichtige Figuren:
- Martin Silenus, Dichter und inzwischen wirklich sehr alt.
- Lenar Hoyt, unter wechselnden Namen, seit 250 Jahren Papst der Kirche der Auferstehungschristen.
- Das Shrike, der Herr der Schmerzen, eine zeitmanipulierende Kampfintelligenz aus der Zukunft.
- Die Ousters, weltraumangepasste, planetenunabhängige Menschen, die letzten ernst zu nehmenden Gegner des Pax in dieser Galaxie.
- Nemes, eine, vom Techno-Core erschaffene, modernisierte Version des Shrike.

## Preise
Der Roman Endymion gewann folgende Preise:
- Shortlist für den Locus Award, 1997